# العلاقات البرازيلية الميكرونيسية
العلاقات البرازيلية الميكرونيسية هي العلاقات الثنائية التي تجمع بين البرازيل وولايات ميكرونيسيا المتحدة.

## مقارنة بين البلدين
هذه مقارنة عامة ومرجعية للدولتين:
| وجه المقارنة                                              | البرازيل | ولايات ميكرونيسيا المتحدة |
| --------------------------------------------------------- | --- | ------------------------- |
| المساحة (كم2)                                             | 8.52 مليون | 702                       |
| عدد السكان (نسمة)                                         | 202.66 مليون | 105.54 ألف                |
| الكثافة السكانية (ن./كم²)                                 | 23.79 | 15.03 ألف                 |
| العاصمة                                                   | برازيليا، ريو دي جانيرو | باليكير                   |
| اللغة الرسمية                                             | برتغالية برازيلية، Brazilian Sign Language ‏ | لغة إنجليزية              |
| العملة                                                    | ريال برازيلي، كروزيرو ريال برازيلي ‏، كروزيرو البرازيلية (1990–1993)، البرازيلي كروزادو نوفو، كروزادو برازيلي، cruzeiro ‏، كروزيرو البرازيلية (1942–1967)، الريال البرازيلي (قديم) | دولار أمريكي              |
| الناتج المحلي الإجمالي (بليون دولار)                      | 2.06 تريليون | 336.43 مليون              |
| الناتج المحلي الإجمالي (تعادل القوة الشرائية) بليون دولار | 3.22 تريليون | 365.27 مليون              |
| الناتج المحلي الإجمالي الاسمي للفرد دولار أمريكي          | 8.54 ألف | 3.02 ألف                  |
| الناتج المحلي الإجمالي للفرد دولار أمريكي                 | 15.89 ألف |                           |
| مؤشر التنمية البشرية                                      | 0.754 | 0.640                     |
| رمز المكالمات الدولي                                      | +55 | +691                      |
| رمز الإنترنت                                              | .br | .fm                       |
| المنطقة الزمنية                                           | |                           |

## منظمات دولية مشتركة
يشترك البلدان في عضوية مجموعة من المنظمات الدولية، منها:
| علم المنظمة | اسم المنظمة                        | تاريخ انضمام البرازيل | تاريخ انضمام ولايات ميكرونيسيا المتحدة |
| ----------- | ---------------------------------- | --------------------- | -------------------------------------- |
|             | البنك الدولي للإنشاء والتعمير      | 14 يناير 1946         | 24 يونيو 1993                          |
|             | يونسكو                             | 4 نوفمبر 1946         | 19 أكتوبر 1999                         |
|             | وكالة ضمان الاستثمار متعدد الأطراف | 7 يناير 1993          | 11 أغسطس 1993                          |
|             | الاتحاد الدولي للاتصالات           | 4 يوليو 1877          | 18 مارس 1993                           |
|             | مؤسسة التمويل الدولية              | 31 ديسمبر 1956        | 24 يونيو 1993                          |
|             | الأمم المتحدة                      | 24 أكتوبر 1945        | 17 سبتمبر 1991                         |
|             | مؤسسة التنمية الدولية              | 15 مارس 1963          | 24 يونيو 1993                          |
|             | منظمة حظر الأسلحة الكيميائية       | ?                     | ?                                      |

## وصلات خارجية
- موقع وزارة الخارجية البرازيلية